# Историја Совјетског Савеза (1964—1982)
Историја Совјетског Савеза од 1964. до 1982. године, која се назива ера Брежњева, обухвата период владавине Леонида Брежњева Савезом Совјетских Социјалистичких Република (СССР). Овај период је започео високим економским растом и наглим скоком просперитета, али су се постепено акумулирали значајни проблеми у друштвеним, политичким и економским областима, тако да се период често описује као Ера стагнације. Током 1970-их, обе стране су заузеле став детанта. Циљ ове стратегије био је загревање односа, у нади да ће Совјетски Савез спровести економске и демократске реформе. Међутим, до тога није дошло све док Михаил Горбачов није преузео дужност 1985. године.
Никита Хрушчов је збачен са места првог секретара Централног комитета Комунистичке партије Совјетског Савеза (КПСС) (као и председника Савета министара) 14. октобра 1964. године, због неуспешних реформи и непоштовања партијских и владиних институција. Брежњев је заменио Хрушчова на функцији првог секретара, а Алексеј Косигин га је заменио на функцији председавајућег Савета министара. Анастас Микојан, а касније Николај Подгорни, постали су председавајући Президијума Врховног совјета. Заједно са Андрејем Кириленком као организационим секретаром и Михаилом Сусловом као главним идеологом, они су чинили оживљено колективно руководство, које је по форми било у супротности са аутократијом која је карактерисала Хрушчовљеву владавину.
Колективно руководство је прво кренуло у стабилизацију Совјетског Савеза и смиривање совјетског друштва, задатак који су могли да остваре. Поред тога, покушали су да убрзају економски раст, који је знатно успорен током последњих година Хрушчова као владара. Косигин је 1965. покренуо неколико реформи за децентрализацију совјетске привреде . Након почетног успеха и стварању економског раста, тврдолинијаши унутар Партије зауставили су реформе, страхујући да ће оне ослабити престиж и моћ Партије. Саме реформе никада званично нису укинуте, једноставно су биле повучене по страни и престале да дају било какав ефекат. Никакве друге радикалне економске реформе нису спроведене током Брежњевљеве ере, а економски раст је почео да стагнира од почетка до средине 1970-их. Брежњевљевом смрћу 1982. године, совјетски економски раст је, према неколико историчара, скоро стао.
Политика стабилизације настала након Хрушчовљеве смјене успоставила је владајућу геронтократију, а политичка корупција је постала нормална појава. Брежњев, међутим, никада није покренуо никакве велике антикорупцијске кампање. Због великог војног нагомилавања 1960-их, Совјетски Савез је могао да се консолидује као суперсила током Брежњевљеве владавине. Ова ера је завршена смрћу Брежњева 10. новембра 1982. године.

## Политика

### Колективно вођство
После дуже борбе за власт, Хрушчов је коначно збачен са свог места првог секретара у октобру 1964, оптужен је за неуспех реформи, опсесивну реорганизацију партијског и владиног апарата, непоштовање партијских и владиних институција., и његов доминантни стил вођења једног човека. Президијум (Политбиро), Централни комитет и други важни партијски-владини органи су се уморили од Хрушчовљевих поновљених кршења утврђених партијских принципа. Совјетско руководство је такође веровало да је његов индивидуалистички стил руковођења у супротности са идеалним колективним вођством. Леонид Брежњев и Алексеј Косигин наследили су Хрушчова на његовим позицијама првог секретара, односно премијера, а Михаил Суслов, Андреј Кириленко и Анастас Микојан (заменио га је 1965. Николај Подгорни), такође су добили истакнуто место у новом руководству. Заједно су формирали функционално колективно руководство.
Колективно руководство се, у својим раним фазама, обично називало вођством „Брежњев–Косигин” и пар је свој период на функцији започео на релативно равноправној основи. Међутим, након што је Косигин покренуо економску реформу 1965. године, његов престиж у совјетском руководству је ослабио, а његов каснији губитак моћи ојачао је Брежњевљеву позицију у совјетској хијерархији. Косигинов утицај је додатно ослабио када је Подгорни преузео другу најмоћнију функцију у Совјетском Савезу.
Брежњев је сковао заверу да избаци Подгорног из колективног руководства још 1970. године. Разлог је био једноставан: Брежњев је био трећи, док је Подгорни био први на ранг листи совјетског дипломатског протокола; Подгорнијево смењивање би Брежњева ефектно начинило шефом државе и његова политичка моћ би се значајно повећала. Међутим, током већег дела периода, Брежњев није могао да смени Подгорног, јер није могао да рачуна на довољно гласова у Политбироу, пошто би смена Подгорног значила слабљење моћи и престижа самог колективног руководства. Заиста, Подгорни је наставио да добија већу моћ као шеф државе током раних 1970-их, због Брежњевљевог либералног става о Југославији и његових преговора о разоружању са неким западним силама, политике коју су многи совјетски званичници видели као супротну заједничким комунистичким принципима.
То, међутим, није остало тако. Брежњев је знатно ојачао своју позицију почетком и средином 1970-их у партијском руководству и даљим слабљењем „фракције Косигина”; до 1977. имао је довољну подршку у Политбироу да избаци Подгорног са функције и активне политике уопште. Подгорнијево коначно смењивање 1977. године имало је за последицу смањење Косигинове улоге у свакодневном управљању владиним активностима јачањем овлашћења владиног апарата на челу са Брежњевом. Након смене Подгорнијева, совјетским друштвом су почеле да круже гласине да ће Косигин да се повуче због погоршања здравственог стања. Николај Тихонов, први заменик председавајућег Савета министара под Косигином, наследио је Косинга као премијер 1980. године.
Подгорнијев пад није виђен као крај колективног руководства, а Суслов је наставио да пише неколико идеолошких докумената о томе. Године 1978, годину дана након Подгорнијевог пензионисања, Суслов је у својим идеолошким радовима неколико пута поменуо колективно руководство. Отприлике у то време Кириленкова моћ и престиж у совјетском руководству почели су да опадају. Заиста, пред крај периода, Брежњев је сматран престарим да би истовремено обављао све функције шефа државе од стране његових колега. Имајући то на уму, Врховни совјет је, по наређењу Брежњева, успоставио нову функцију првог заменика председника Президијума Врховног совјета, функцију сродну „потпредседнику”. Врховни совјет је једногласно одобрио именовање Василија Кузњецова, који је имао 76 година, за првог заменика председника Президијума крајем 1977. Како се Брежњевљево здравље погоршавало, колективно руководство је преузело важнију улогу у свакодневном доношењу одлука. Из тог разлога, смрт Брежњева није променила однос снага на било који радикалан начин, а Јуриј Андропов и Константин Черненко су по протоколу били обавезни да владају земљом на исти начин као и Брежњев.

### Покушај атентата
Виктор Иљин, обесправљени совјетски војник, покушао је да убије Брежњева 22. јануара 1969. тако што је пуцао на колону возила са Брежњевом у Москви. Иако Брежњев није повређен, хици су убили возача и лакше ранили неколико прослављених космонаута совјетског свемирског програма који су такође путовали у колони. Брежњевљевог нападача је ухватио и лично испитао Андропов, тадашњи председник КГБ-а и будући совјетски лидер. Иљину није изречена смртна казна јер је његова жеља да убије Брежњева сматрана толико апсурдном да је уместо тога послат у казањску душевну болницу на лечење.

### Одбрамбена политика
Совјетски Савез је покренуо велико војно јачање 1965. проширивши и нуклеарне и конвенционалне арсенале. Совјетско руководство је веровало да би јака војска била корисна полуга у преговорима са страним силама и да би повећала безбедност Источног блока од напада. Током 1970-их, совјетско руководство је закључило да рат са капиталистичким земљама не мора нужно постати нуклеарни, и стога је покренуло брзо ширење совјетских конвенционалних снага. Због релативно слабије инфраструктуре Совјетског Савеза у поређењу са САД, совјетско руководство је веровало да је једини начин да се надмаши Први свет био брзим војним освајањем Западне Европе, ослањајући се само на бројност војних снага. Совјетски Савез је постигао нуклеарни паритет са Сједињеним Државама до раних 1970-их, након чега се земља консолидовала као суперсила. Очигледни успех војног јачања навео је совјетско руководство да верује да је војска, и сама војска, према Виларду Франку, „купила безбедност и утицај Совјетског Савеза”.
Брежњев је, према неким од његових најближих саветника, био дуже време забринут због растућих војних издатака 1960-их. Саветници су испричали како је Брежњев дошао у сукоб са неколико врхунских војних индустријалаца, међу којима је најпознатији маршал Андреј Гречко, министар одбране. Почетком 1970-их, према Анатолију Александров-Агентову, једном од најближих Брежњевљевих саветника, Брежњев је присуствовао петосатном састанку како би покушао да убеди совјетски војни естаблишмент да смањи војну потрошњу. На састанку је изнервирани Брежњев питао зашто би Совјетски Савез, по речима Евађелисте Матеје, требало да „настави да исцрпљује” економију ако земљи не може бити обезбеђен војни паритет са Западом; питање је остало без одговора. Када је Гречко умро 1976, Дмитриј Устинов је преузео његову функцију као министар одбране. Устинов, иако близак сарадник и пријатељ Брежњева, ометао је свако настојање и директан покушај Брежњева да смањи националне војне трошкове. У каснијим годинама, Брежњеву је недостајала воља да смањи издатке за одбрану, због погоршања његовог здравственог стања. Према речима совјетског дипломате Георгија Арбатова, војно-индустријски комплекс је функционисао као база моћи Брежњева у совјетској хијерархији чак и ако је покушао да смањи инвестиције.
Совјетски Савез је покренуо велико војно јачање 1965. проширивши своје нуклеарне и конвенционалне арсенале. Совјетско руководство је веровало да би јака војска била корисна полуга у преговорима са страним силама и да би повећала безбедност Источног блока од напада. Током 1970-их, совјетско руководство је закључило да рат са капиталистичким земљама не мора нужно постати нуклеарни, и стога је покренуло брзо ширење совјетских конвенционалних снага. Због релативно слабије инфраструктуре Совјетског Савеза у поређењу са САД, совјетско руководство је веровало да је једини начин да се надмаши Први свет био брзим војним освајањем Западне Европе, ослањајући се само на бројност војних снага. Совјетски Савез је постигао нуклеарни паритет са Сједињеним Државама до раних 1970-их, након чега се земља консолидовала као суперсила. Очигледни успех војног јачања навео је совјетско руководство да верује да је војска, и сама војска, према Виларду Франку, „купила безбедност и утицај Совјетског Савеза”.
Брежњев је, према неким од његових најближих саветника, био дуже време забринут због растућих војних издатака 1960-их. Саветници су испричали како је Брежњев дошао у сукоб са неколико врхунских војних индустријалаца, међу којима је најпознатији маршал Андреј Гречко, министар одбране. Почетком 1970-их, према Анатолију Александров-Агентову, једном од најближих Брежњевљевих саветника, Брежњев је присуствовао петосатном састанку како би покушао да убеди совјетски војни естаблишмент да смањи војну потрошњу. На састанку је изнервирани Брежњев питао зашто би Совјетски Савез, по речима Евађелисте Матеје, требало да „настави да исцрпљује” економију ако земљи не може бити обезбеђен војни паритет са Западом; питање је остало без одговора. Када је Гречко умро 1976, Дмитриј Устинов је преузео његову функцију као министар одбране. Устинов, иако близак сарадник и пријатељ Брежњева, ометао је свако настојање и директан покушај Брежњева да смањи државне војне трошкове. У каснијим годинама, Брежњеву је недостајала воља да смањи издатке за одбрану, због погоршања његовог здравственог стања. Према речима совјетског дипломате Георгија Арбатова, војно-индустријски комплекс је функционисао као база моћи Брежњева у совјетској хијерархији чак и ако је покушао да смањи инвестиције.
На 23. партијском конгресу 1966. године, Брежњев је рекао делегатима да је совјетска војска достигла ниво који је у потпуности довољан за одбрану земље. Совјетски Савез је те године постигао паритет ICBM са САД. Почетком 1977. Брежњев је свету рекао да Совјетски Савез није тежио да постане супериорнији од Сједињених Држава у нуклеарном оружју, нити да буде војно супериорнији у било ком смислу те речи. У каснијим годинама Брежњевљеве владавине, постала је званична одбрамбена политика да се улаже само довољно за одржавање војног одвраћања, а до 1980-их, совјетским одбрамбеним званичницима је поново речено да улагања неће премашити ниво за очување националне безбедности. У свом последњем састанку са совјетским војним вођама у октобру 1982. Брежњев је нагласио важност непретеривања са улагањем у совјетски војни сектор. Ова политика је задржана током владавине Андропова, Константина Черњенка и Михаила Горбачова. Такође је рекао да је време погодно да се додатно повећа спремност оружаних снага. На годишњицу Револуције 1917. неколико недеља касније (последњи наступ Брежњева у јавности), западни посматрачи су приметили да је годишња војна парада представљала само два нова оружја и да је већина приказане опреме била застарела. Два дана пре своје смрти, Брежњев је изјавио да би свака агресија на Совјетски Савез „резултовала девастирајућим ударом одмазде”.

### Стабилизација
Иако ће Брежњевљева владавина касније бити окарактерисана као период стабилности, Брежњев је у почетку надгледао смену половине регионалних лидера и чланова Политбироа. Ово је био типичан потез за совјетског лидера који покушава да ојача своју базу моћи. Примери чланова Политбироа који су изгубили чланство током Брежњевљеве ере су Генадиј Воронов, Дмитриј Пољански, Александар Шелепин, Петро Шелест и Подгорни. Пољански и Воронов изгубили су чланство у Политбироу јер се сматрало да су чланови „Косигиное фракције”. На њихово место дошли су Андреј Гречко, министар одбране, Андреј Громико, министар спољних послова и начелник КГБ-а Јурија Андропова. Уклањање и замена чланова совјетског руководства заустављени су крајем 1970-их.
У почетку, у ствари, Брежњев је себе приказивао као умереног — не тако радикалног као Косигин, али ни тако конзервативан као Шелепин. Брежњев је дао Централном комитету формалну дозволу да покрене Косигинову економску реформу 1965. године. Према историчару Роберту Сервису, Брежњев је модификовао неке од Косигинових реформских предлога, од којих су многи у најбољем случају били бескорисни. У својим раним данима, Брежњев је тражио савет од покрајинских партијских секретара и сваки дан је проводио сате разговарајући. Током пленума Централног комитета марта 1965. Брежњев је преузео контролу над совјетском пољопривредом, што је био још један наговештај да се противио Косигиновом реформском програму. Брежњев је веровао, за разлику од Хрушчова, да је уместо реорганизације на велико, кључ за повећање пољопривредне производње био да постојећи систем функционише ефикасније.
Крајем 1960-их, Брежњев је говорио о потреби да се „обнови” партијски кадрови, али према Роберту Сервису, његов „лични интерес га је обесхрабрио да стане на крај имобилизму који је открио. Није желео да ризикује да отуђи чиновништво нижег нивоа.”  Политбиро је видео политику стабилизације као једини начин да се избегне повратак на чистке Јосифа Стаљина и Хрушчовљеву реорганизацију партијских-владиних институција. Чланови су се понашали с оптимизмом и веровали су да ће политика стабилизације доказати свету, према Роберт Сервису, "супериорност комунизма". Совјетско руководство се није у потпуности противило реформама, чак и ако је реформски покрет био ослабљен након Прашког пролећа у Чехословачкој .  Резултат је био период отворене стабилизације у срцу владе, политике која је такође имала ефекат смањења културних слобода: неколико дисидентских самиздата је угашено.

### Геронтократија
Након што је процес реконструкције Политбироа окончан средином до краја 1970. године, совјетско руководство је еволуирало у геронтократију, облик владавине у којем су владари знатно старији од већине популације.
Брежњевска генерација — људи који су живели и радили током Брежњевљеве ере — свој успон дугују Великој чистки Јосифа Стаљина касних 1930-их. Током чистке, Стаљин је наредио погубљење или прогон скоро свих совјетских бирократа старијих од 35 година, чиме је отворио места и позиције за млађу генерацију Совјета. Ова генерација ће владати земљом од периода Стаљинове чистке до доласка Михаила Горбачова на власт 1985. године. Већина именованих појединаца били су сељачког или радничког порекла. Михаил Суслов, Алексеј Косигин и Брежњев су врхунски примери људи који су именовани након Стаљинове велике чистке.
Просечна старост чланова Политбироа била је 1961. године 58 година, а 1981. године 71 годину старости. Сличан раст просека старости функционера догоди се и у Централном комитету, где је средња старост порасла са 53 године у 1961. на 62 године у 1981. години, са пропорцијом чланова старијих од 65 година са 3 процента у 1961. на 39 процената у 1981. години. Разлика у средњој старости између чланова Политбироа и чланова Централног комитета може се објаснити чињеницом да се Централни комитет доследно увећавао за време Брежњевљевог вођства; ово је омогућило да се у Централни комитет именују нови и млађи чланови без пензионисања неких од његових најстаријих чланова. Од 319 чланова Централног комитета 1981. године, 130 је било млађе од 30 година када је Стаљин умро 1953. г.
Млади политичари, попут Фјодора Кулакова и Григорија Романова, виђени су као потенцијални наследници Брежњева, али нико од њих није био близу доласка на власт. На пример, Кулаков, један од најмлађих чланова Политбироа, био је на седмом месту у рангу престижа који је изгласао Врховни совјет, далеко иза познатих личности као што су Косигин, Подгорни, Суслов и Кириленко. Као што Едвин Бејкон и Марк Сендл примећују у својој књизи, Brezhnev Reconsidered, совјетско руководство на самртној постељи Брежњева еволуирало је у „геронтократију којој све више недостаје физичка и интелектуална снага”.

### Нови устав
Током тог периода, Брежњев је био и председник Уставне комисије Врховног совјета, која је радила на стварању новог устава. Комисија је имала 97 чланова, а међу истакнутијима је био Константин Черненко. Брежњев није био вођен жељом да остави траг у историји, већ да још више ослаби престиж премијера Алексеја Косигина. Формулација устава је била у складу са Брежњевљевим политичким стилом и није била ни антистаљинистичка ни неостаљинистичка, већ се држала средњег пута, пратећи већину истих принципа и идеја као и претходни устави. Најуочљивија разлика је била у томе што је кодификовао развојне промене кроз које је Совјетски Савез прошао од доношења Устава из 1936. године. Совјетски Савез је, на пример, описао као „напредно индустријско друштво”. У том смислу, резултујући документ се може посматрати као доказ достигнућа, као и граница, дестаљинизације. Она је побољшала статус појединца у свим животним питањима, док је у исто време учврстила партијску власт.
Током процеса израде нацрта, унутар совјетског руководства водила се дебата између две фракције о томе да ли да се совјетски закон назове „државним правом” или „уставним правом”. Они који су подржавали тезу о државном праву сматрали су да је Устав од мале важности и да се може мењати кад год се промени друштвено-економски систем. Они који су подржавали уставни закон веровали су да Устав треба да „концептуализује” и угради неке од будућих идеолошких циљева Партије. Такође су желели да укључе информације о статусу совјетског грађанина, који се драстично променио у годинама после Стаљина. Уставна мисао је донекле преовладала, а совјетски устав из 1977. имао је већи ефекат на концептуализацију совјетског система.

### Каснијим годинама
У својим позним годинама, Брежњев је развио сопствени култ личности и доделио себи највиша војна одликовања Совјетског Савеза. Медији су величали Брежњева „као динамичног лидера и интелектуалног колоса”. Брежњев је награђен Лењиновом наградом за књижевност за Брежњевљеву трилогију, три аутобиографска романа. Ове награде су додељене Брежњеву да ојача своју позицију у Партији и Политбироу. Када је Алексеј Косигин умро 18. децембра 1980, дан пре Брежњевљевог рођендана, Правда и други медији одложили су извештавање о његовој смрти до прославе Брежњевљевог рођендана. У стварности, међутим, Брежњевљеви физички и интелектуални капацитети почели су да опадају 1970-их због лошег здравља.
Брежњев је одобрио совјетску интервенцију у Авганистану баш као што је претходно одобрио инвазију Варшавског пакта на Чехословачку. У оба случаја, Брежњев није био онај који је највише гурао могућу оружану интервенцију. Неколико водећих чланова совјетског руководства одлучило је да задржи Брежњева на месту генералног секретара како њихове каријере не би страдале због могуће промене руководства од стране његовог наследника. Други чланови, који нису волели Брежњева, међу њима Дмитриј Устинов (министар одбране), Андреј Громико (министар спољних послова) и Михаил Суслов (секретар Централног комитета), плашили су се да би смена Брежњева изазвала кризу сукцесије, па су помогли да се одржати статус кво.
Брежњев је остао на функцији под притиском неких од својих сарадника у Политбироу, иако у пракси земљом није управљао Брежњев, већ колективно руководство предвођено Сусловом, Устиновом, Громиком и Јуријем Андроповом. Константин Черненко је, због блиске везе са Брежњевом, такође стекао утицај. Док је Политбиро размишљао ко ће заузети место Брежњева, његово здравље је наставило да се погоршава. На избор наследника би утицао Суслов, али пошто је умро у јануару 1982, пре Брежњева, Андропов је заузео Сусловово место у Секретаријату Централног комитета. Са погоршањем Брежњевљевог здравља, Андропов је показао својим колегама из Политбироа да се више не плаши Брежњевљевих одмазди и покренуо је велику антикорупцијску кампању. Десетог новембра 1982, Брежњев је умро и имао је велику државну сахрану и сахрањен је 5 дана касније на некрополи на зиду Кремља.

## Економија

### Реформа из 1965. године
Совјетска економска реформа из 1965. године, која се често назива „реформа Косигина”, економског управљања и планирања спроведена је између 1965. и 1971. године. Најављен у септембру 1965. године, садржао је три главне мере: поновну централизацију совјетске привреде поновним успостављањем неколико централних министарстава, децентрализовану ревизију система подстицаја за предузећа (укључујући ширу употребу материјалних подстицаја капиталистичког стила за добар учинак), и треће, велика реформа цена. Реформу је покренула Прва влада Алексеја Косигина и спроведена је током Осмог петогодишњег плана, 1968–1970.
Иако су ове мере успостављене да би се супротставиле многим ирационалним сегментима у совјетском економском систему, реформа није настојала да радикално промени постојећи систем; уместо тога је покушала да га постепено побољша. Успех је на крају био помешан, а совјетске анализе о томе зашто реформа није успела да достигне свој пуни потенцијал никада нису дале никакве коначне одговоре. Кључни фактори су усаглашени, међутим, при чему се кривица приписује комбинацији рецентрализације привреде са децентрализацијом аутономије предузећа, стварајући неколико административних препрека. Поред тога, уместо стварања тржишта које би заузврат успоставило систем одређивања цена, администратори су добили одговорност да сами ревидирају систем одређивања цена. Због тога, тржишни систем није успео да буде реализован у пракси. Да ствар буде гора, реформа је у најбољем случају била контрадикторна. Међутим, у ретроспективи, Осма петогодишњица у целини се сматра једним од најуспешнијих периода за совјетску привреду и најуспешнијим за потрошачку производњу.
Маркетизација привреде, коју је Косигин подржавао, сматрана је превише радикалном, у контексту Прашког пролећа у Чехословачкој. Николај Рижков, будући председавајући Савета министара, у говору у Врховном совјету Совјетског Савеза 1987. године осврнуо се на „тужна искуства реформе из 1965. године” и тврдио да је све кренуло на горе након отказивања реформе.

### Ера стагнације
Вредност свих потрошачких добара произведених 1972. године у малопродајним ценама износила је око 118 милијарди рубаља (530 милијарди долара). Ера стагнације, термин који је сковао Михаил Горбачов, неколико економиста сматра најгором финансијском кризом у Совјетском Савезу. Потакнуо га је Никсонов шок, прекомерна централизација и конзервативна државна бирократија. Како је економија расла, обим одлука са којима су се суочавали планери у Москви постао је огроман. Као резултат тога, смањена је продуктивност рада широм земље. Незграпне процедуре бирократске администрације нису дозвољавале слободну комуникацију и флексибилан одговор који је потребан на нивоу предузећа да се бави отуђењем радника, иновацијама, купцима и добављачима. Касна Брежњевљева ера је такође забележила пораст политичке корупције. Фалсификовање података постало је уобичајена пракса међу бирократама у циљу пријављивања испуњења задатих циљева и квоти владе, што је додатно погоршало кризу у планирању.
| Раздобље  | ГНП (према ЦИА ) | НМП(према Григорију Канину ) | НМП (према СССР) |
| --------- | ---------------- | ---------------------------- | ---------------- |
| 1960–1965 | 4.8              | 4.4                          | 6.5              |
| 1965–1970 | 4.9              | 4.1                          | 7.7              |
| 1970–1975 | 3.0              | 3.2                          | 5.7              |
| 1975–1980 | 1.9              | 1.0                          | 4.2              |
| 1980–1985 | 1.8              | 0.6                          | 3.5              |

Са растућим економским проблемима, квалификовани радници су обично били плаћени више него што је првобитно било предвиђено, док су се неквалификовани радници јављали касно и нису били ни савесни, нити, у извесном броју случајева, потпуно трезни. Држава је обично премештала раднике са једног посла на други, што је на крају постало неискорењиво обележје совјетске индустрије;  Влада није имала ефикасну противмеру због недостатка незапослености у земљи. Државне индустрије као што су фабрике, рудници и канцеларије биле су попуњене недисциплинованим особљем које се веома трудило да не ради свој посао. То је на крају довело до, према Роберт Сервису, „радно-стидљиве радне” међу совјетским радницима и администраторима.
Вредност свих потрошачких добара произведених 1972. године у малопродајним ценама износила је око 118 милијарди рубаља (530 милијарди долара). Ера стагнације, термин који је сковао Михаил Горбачов, неколико економиста сматра најгором финансијском кризом у Совјетском Савезу. Потакнуо га је Никсонов шок, прекомерна централизација и конзервативна државна бирократија. Како је економија расла, обим одлука са којима су се суочавали планери у Москви постао је огроман. Као резултат тога, смањена је продуктивност рада широм земље. Незграпне процедуре бирократске администрације нису дозвољавале слободну комуникацију и флексибилан одговор који је потребан на нивоу предузећа да се бави отуђењем радника, иновацијама, купцима и добављачима. Касна Брежњевљева ера је такође забележила пораст политичке корупције. Фалсификовање података постало је уобичајена пракса међу бирократама у циљу пријављивања испуњења задатих циљева и квоти владе, што је додатно погоршало кризу у планирању.
Са растућим економским проблемима, квалификовани радници су обично били плаћени више него што је првобитно било предвиђено, док су се неквалификовани радници јављали касно и нису били ни савесни, нити, у извесном броју случајева, потпуно трезни. Држава је обично премештала раднике са једног посла на други, што је на крају постало неискорењиво обележје совјетске индустрије;  Влада није имала ефикасну противмеру због недостатка незапослености у земљи. Државне индустрије као што су фабрике, рудници и канцеларије биле су попуњене недисциплинованим особљем које се веома трудило да не ради свој посао. То је на крају довело до, према Роберт Сервису, „радно-стидљиве радне” међу совјетским радницима и администраторима.

### Реформа из 1973. и 1979. године
Косигин је покренуо совјетску економску реформу из 1973. године како би побољшао овлашћења и функције регионалних планера оснивањем удружења. Реформа никада није у потпуности спроведена; заиста, чланови совјетског руководства су се жалили да реформа није ни почела до реформе 1979. године. Совјетска економска реформа из 1979. покренута је како би се побољшала тада стагнирајућа совјетска економија. Циљ реформе је био повећање овлашћења централних министарстава централизацијом совјетске привреде у још већој мери. Ова реформа такође никада није у потпуности спроведена, а када је Косигин умро 1980. године, практично ју је напустио његов наследник Николај Тихонов.}} Тихонов је рекао совјетском народу на 26. партијском конгресу да реформа треба да буде спроведена, или бар њени делови, током једанаесте петогодишњег плана (1981–1985). Упркос томе, реформа никада није остварена. Неколико совјетолога ову реформу види као последњу велику реформску иницијативу пре перестројке коју је изнела совјетска влада.

### Косигинова оставка
Након смене Николаја Подгорног са функције, у највишим круговима, а и на улицама, почеле су да круже гласине да ће се Косигин пензионисати због лошег здравља. Брежњев је на функцију  првог заменика председавајућег Савета министара именовао Николаја Тихонова, конзервативца, свог истомишљеника; преко ове позиције Тихонов је успео да Косигина сведе на резервну улогу. На пример, на пленуму Централног комитета у јуну 1980. совјетски план економског развоја изнео је Тихонов, а не Косигин. Након Косигинове оставке 1980. године, Тихонов је, у 75. години, изабран за новог председавајућег Савета министара. На крају свог живота, Косигин се плашио потпуног неуспеха Једанаестог петогодишњег плана (1981–1985), верујући да се садашње руководство оклева да реформише стагнирајућу совјетску економију.

## Спољни послови

### Први свет
Алексеј Косигин, совјетски премијер, покушао је да оспори Брежњева по питању права генералног секретара да представља земљу у иностранству, функција за коју је Косигин веровао да би требало да падне у руке премијера, као што је уобичајено у некомунистичким земљама. Ово је заправо спроведено у кратком периоду. Касније, међутим, Косигин, који је био главни преговарач са Првим светом током 1960-их, једва да је био виђен ван Другог света након што је Брежњев ојачао своју позицију у Политбироу. Косигин је био на челу делегације Совјетског самита у Гласбороу 1967. са Линдоном Б. Џонсоном, тадашњим председником Сједињених Америчких Држава. На самиту су доминирала три питања: Вијетнамски рат, Шестодневни рат и совјетско-америчка трка у наоружању. Одмах након самита у Гласбороу, Косигин је предводио совјетску делегацију на Куби, где је срео љутог Фидела Кастра који је оптужио Совјетски Савез за „капитулационизам”.
Детант, буквално ублажавање затегнутих односа, или на руском „растовар”, била је иницијатива Брежњева која је карактерисала период од 1969. до 1974. То је значило „идеолошку коегзистенцију” у контексту совјетске спољне политике, али то, међутим, није довело до прекида надметања између капиталистичких и комунистичких друштава. Политика совјетског руководства је, међутим, помогла да се ублаже затегнути односи Совјетског Савеза са Сједињеним Државама. У овом временском периоду потписано је и ратификовано неколико споразума о контроли наоружања и трговини.
Један такав успех дипломатије дошао је са доласком Вилија Бранта на место западнонемачког канцелара 1969. године, када западнонемачко-совјетске тензије почињу да попуштају. Брантова Остполитик политика, заједно са Брежњевљевим детантом, допринели су потписивању Московског и Варшавског уговора у којима је Западна Немачка признала државне границе успостављене после Другог светског рата, што је укључивало и западнонемачко признање Источне Немачке као независне државе. Спољни односи две земље наставили су да се побољшавају током Брежњевљеве владавине, а у Совјетском Савезу, где се још памтило сећање на немачку бруталност током Другог светског рата, ова дешавања су допринела да се у великој мери смањи анимозитет који је совјетски народ осећао према Немачкој, и Немцима уопште.
Међутим, нису сви напори били тако успешни. Хелсиншки споразум из 1975. године, иницијатива коју је предводио Совјетски Савез и која је поздрављена као успех совјетске дипломатије, „пропала је”, према речима историчара Арчија Брауна. Влада САД је задржала мало интересовања током читавог процеса, а Ричард Никсон је једном рекао једном високом британском званичнику да Сједињене Државе „никада нису желеле конференцију”. Друге познате личности, као што су Никсонов наследник, председник Џералд Форд, и саветник за националну безбедност Хенри Кисинџер, такође нису били одушевљени. Западноевропски преговарачи су имали кључну улогу у стварању уговора.
Совјетски Савез је тражио званично прихватање државних граница које су у послератној Европи исцртале Сједињене Државе и Западна Европа. Совјети су били углавном успешни; неке мале разлике су биле у томе што су државне границе биле „неповредиве” а не „непроменљиве”, што значи да су границе могле да се мењају само без војног мешања или мешања друге земље. И Брежњев, и Громико и остатак совјетског руководства били су снажно посвећени стварању таквог споразума, чак и ако је то значило уступке у вези са темама као што су људска права и транспарентност. За неке од уступака, између осталих, били су забринути Михаил Суслов и Громико. Јуриј Андропов, председник КГБ-а, веровао је да већа транспарентност слаби престиж КГБ-а и јача престиж Министарства спољних послова.
Још један ударац совјетском комунизму у Првом свету нанео је успостављање еврокомунизма. Еврокомунисти су заступали и подржавали идеале совјетског комунизма док су истовремено подржавали права појединца. Највећа препрека је била то што су највеће комунистичке партије, оне са највећом излазношћу на изборима, постале еврокомунистичке. Почевши од Прашког пролећа, ово ново размишљање учинило је Први свет скептичнијим према совјетском типу комунизму. Комунистичка партија Италије је посебно изјавила да ће се, уколико избије рат у Европи, окупити у одбрану Италије и одупрети се сваком совјетском упаду на италијанско тло.
Односи између Совјетског Савеза и Првог света су се посебно погоршали када је амерички председник Џими Картер, по савету свог саветника за националну безбедност Збигњева Бжежинског, осудио совјетску интервенцију у Авганистану 1979. (види совјетско-авганистански односи ) и описао је као „најозбиљнију опасност на мир од 1945. Сједињене Државе су зауставиле сав извоз житарица у Совјетски Савез и убедиле америчке спортисте да не учествују на Летњим олимпијским играма 1980. одржаним у Москви. Совјетски Савез је одговорио бојкотом наредних летњих олимпијских игара одржаних у Лос Анђелесу. Политика детанта је пропала. Када је Роналд Реган 1981. наследио Картера на месту председника САД, обећао је нагло повећање америчких издатака за одбрану и агресивнију антисовјетску спољну политику. То је изазвало узбуну у Москви, пошто су га совјетски медији оптужили за „ратно хушкање” и „погрешно веровање да ће појачавање трке у наоружању донети мир свету”. Генерал Николај Огарков је такође прокоментарисао да је превише совјетских грађана почело да верује да је сваки рат лош и да је мир по сваку цену добар, и да је неопходно боље политичко образовање да би се унело „класно” гледиште на интернационална питања.
Догађај велике срамоте за Совјетски Савез догодио се у октобру 1981. године када се једна од његових подморница насукала у близини шведске поморске базе у Карлскрони. Шведска је такође објавила да је детектовано зрачење из подморнице и да верују да носи нуклеарне пројектиле. Москва то није ни потврдила ни демантовала, већ је само оптужила Швеђане за шпијунажу.

### Кина
После Хрушчовљеве смене и кинеско-совјетског раскола, Алексеј Косигин је био најоптимистичнији члан совјетског руководства за будуће приближавање Кини, док је Јуриј Андропов остао скептичан, а Брежњев није ни изнео своје мишљење. На много начина, Косигин је чак имао проблема да разуме зашто су се две земље уопште свађале. Колективно руководство; НРК сматра да су Анастас Микојан, Брежњев и Косигин задржали ревизионистичке ставове свог претходника Никите Хрушчова. У почетку је ново совјетско руководство окривило за кинеско-совјетски раскол не НРК, већ политичке грешке које је направио Хрушчов. И Брежњев и Косигин су били одушевљени зближавањем са НР Кином. Када је Косигин 1964. године срео свог колегу, кинеског премијера Џоу Енлаја, Косигин је открио да је „одлично расположен”. Рани наговештаји зближавања су се срушили, међутим, када је Џоу оптужио Косигина за понашање налик Хрушчову након антиимперијалистичког говора Родиона Малиновског против Првог света.
Када је Косигин рекао Брежњеву да је време за помирење са Кином, Брежњев је одговорио: „Ако мислите да је то неопходно, онда наставите сами у том послу”.  Косигин се плашио да ће Кина одбити његов предлог за посету, па је одлучио да се заустави у Пекингу на путу до вијетнамских комунистичких лидера у Ханоју 5. фебруара 1965; тамо се састао са Џоуом. Њих двоје су успели да реше мања питања, договоривши се да повећају трговину између земаља, као и да прославе 15. годишњицу кинеско-совјетског савеза. Косигину је речено да би помирење између две земље могло потрајати годинама и да би до приближавања могло доћи само постепено. У свом извештају совјетском руководству, Косигин је приметио Џоуов умерен став према Совјетском Савезу и веровао је да је отворен за озбиљне разговоре о кинеско-совјетским односима. После посете Ханоју, Косигин се вратио у Пекинг 10. фебруара, овог пута да би се лично састао са Мао Цедунгом. Мао је у почетку одбио да се састане са Косигином, али је на крају пристао и њих двојица су се састали 11. фебруара. Његов сусрет са Маом био је у потпуно другачијем тону од претходног састанка са Џоуом. Мао је критиковао Косигина и совјетско руководство због ревизионистичког понашања. Такође је наставио да критикује ранију политику Хрушчова. Овај састанак је требало да постане последњи Маов састанак са било којим совјетским лидером.
Културна револуција је изазвала потпуни распад кинеско-совјетских односа, пошто је Москва (заједно са свим комунистичким државама осим Албаније) тај догађај сматрала простодушним лудилом. Црвена гарда је осудила Совјетски Савез и цео Источни блок као ревизионисте који су следили лажни социјализам и да су у дослуху са снагама империјализма. Брежњев је називан „новим Хитлером”, а Совјети ратни хушкачи који су занемарили животни стандард свог народа у корист војних трошкова. Године 1968. Лин Биао, кинески министар одбране, тврдио је да се Совјетски Савез припрема за рат против Кине. Москва је узвратила оптужујући Кину за лажни социјализам и заверу са САД, као и промовишући економску политику оружјем над путером. Ова тензија је ескалирала у мале окршаје дуж кинеско-совјетске границе и Кинези су и Хрушчова и Брежњева исмевали као „издајника [Владимира] Лењина”. Да би се супротставио оптужбама кинеске централне владе, Брежњев је осудио „помахнитали антисовјетизам” НР Кине и затражио од Џоу Енлаја да се придржава његове речи о нормализацији кинеско-совјетских односа. У другом говору, овог пута у Ташкенту, Узбекистанска ССР, 1982. године, Брежњев је упозорио силе Првог света да користе кинеско-совјетски раскол против Совјетског Савеза, рекавши да ће то изазвати „напетост и неповерење”. Брежњев је понудио пакт о ненападању Кини, али његови услови су укључивали одрицање од кинеских територијалних претензија и Кину би оставили без одбране од претњи из СССР-а. Године 1972. амерички председник Ричард Никсон посетио је Пекинг како би обновио односе са НР Кином, што је само наизглед потврдило совјетске страхове од дослуха Кине и САД. Односи између Москве и Пекинга остали су крајње непријатељски током читаве деценије 1970-их. Пекинг је одлучио да „социјални” империјализам представља већу опасност од капиталистичког империјализма, а чак ни након смрти Мао Цедунга није показивао знаке за жељом за отопљење односа. Совјетски Савез се до тада залагао за азијски споразум о колективној безбедности у коме ће бранити сваку земљу од могућег напада Кине, али када се Кина умешала Вијетнам у погранични рат почетком 1979, Москва се зауставила на вербалним протестима. Совјетско руководство је после Брежњевљеве смрти активно водило пријатељскију спољну политику према Кини, а нормализација односа која је започета под Брежњевом настављена је и под његовим наследницима.

### Источни блок
Политика совјетског руководства према источном блоку није се много променила са Хрушчовљевом сменом, пошто су државе источне Европе виђене као тампон зона која је неопходна за постављање граница НАТО-а и Совјетског Савеза. Брежњевљев режим је наследио скептичан став према реформској политици који је постао радикалнији након Прашког пролећа 1968. Јанош Кадар, лидер Мађарске, покренуо је неколико реформи сличних економској реформи Алексеја Косигина из 1965. године. Реформске мере, назване Нови економски механизам, уведене су у Мађарској за време Хрушчовљеве владавине, а заштитио их је Косигин у ери после Хрушчова. Пољског лидера Владислава Гомулку, који је смењен са свих својих функција 1970. године, наследио је Едвард Гирек који је покушао да ревитализује привреду Пољске позајмљивањем новца од Првог света. Совјетско руководство је одобрило економске експерименте обе земље, пошто је покушавало да смањи свој велики програм субвенција Источног блока у виду јефтиног извоза нафте и гаса.
Међутим, совјетско руководство није подржало све реформе. Политичка и економска либерализација Александра Дупчека у Чехословачкој Социјалистичкој Републици довела је до совјетске инвазије земаља Варшавског пакта у августу 1968. Нису сви у совјетском руководству били толико расположени за војну интервенцију; Брежњев је остао опрезан према идеји било какве интервенције, а Косигин је подсетио лидере на последице совјетског гушења мађарске револуције 1956. године. После инвазије уведена је доктрина Брежњева ; наводило се да Совјетски Савез има право да интервенише у било којој социјалистичкој земљи на путу ка комунизму која је одступала од комунистичке норме развоја. Доктрину су осудиле Румунија, Албанија и Југославија . Као резултат тога, светски комунистички покрет постао је полицентричан, што значи да је Совјетски Савез изгубио своју улогу „вође” светског комунистичког покрета.
Совјетски Политбиро је 25. августа 1980. основао комисију којом је председавао Михаил Суслов да испита политичку кризу у Пољској која је почела да се убрзава. Значај комисије показао је њен састав: Дмитриј Устинов (министар одбране ), Андреј Громико (министар спољних послова), Јуриј Андропов (председник КГБ) и Константин Черненко, шеф Општег одељења Централног комитета и Брежњевљев најближи сарадник. Након само три дана, комисија је између осталих конкретних мера предложила могућност совјетске војне интервенције. Трупе и тенковске дивизије премештене су на совјетско-пољску границу. Касније је, међутим, совјетско руководство дошло до закључка да не треба да интервенише у Пољској. Станисłав Каниа, први секретар ПУВП-а, оспорио је совјетски предлог за увођење ванредног стања у Пољској. Ерих Хонекер, први секретар Источнонемачке социјалистичке партије јединства, подржао је одлуку совјетског руководства, послао је писмо Брежњеву и позвао на састанак лидера Источног блока на којем би се разговарало о ситуацији у Пољској. Када су се лидери састали у Кремљу касније те године, Брежњев је закључио да би било боље да за сада остави унутрашња питања Пољске на миру, уверавајући пољску делегацију, на челу са Каниом, да ће СССР интервенисати само ако то буде затражено.
Као што Арчи Браун примећује у својој књизи Успон и пад комунизма, „Пољска је била посебан случај”. Совјетски Савез је интервенисао у Демократској Републици Авганистан претходне године, а све тврдокорнија политика Реганове администрације, заједно са огромном организационом мрежом опозиције, били су међу главним разлозима зашто је Комисија Политбироа инсистирала на ванредно стање уместо интервенције. Када је Војћех Јарузелски у фебруару 1980. постао премијер Пољске, совјетско руководство, али и Пољаци уопште, подржали су његово именовање на функцију. Међутим, како је време пролазило, Јарузелски је покушао, али није успео, према Арчију Брауну, „да хода по ивици” између захтева СССР-а и Пољака. Влада Јарузелског је 13. децембра 1981. покренула војно стање.
Током последњих година Брежњевљеве владавине, и након његове смрти, совјетско руководство је било принуђено, због домаћих потешкоћа да дозволи владама источног блока да уведу националистичку комунистичку политику како би спречиле немире сличне немирима у Пољској и тиме спречили њихово шири се и на друге комунистичке земље. На сличан начин, Јуриј Андропов, Брежњевљев наследник, тврдио је у извештају Политбироу да је одржавање добрих односа са Источним блоком „имало примат у совјетској спољној политици”.

### Трећи свет
Све самопроглашене афричке социјалистичке државе и блискоисточну државу Јужни Јемен совјетски идеолози означили су као „државе социјалистичке оријентације”. Бројни афрички лидери били су под утицајем марксизма, па чак и лењинизма. Неколико совјетских истраживачких центара се противило политици совјетског руководства према самопроглашеним социјалистичким државама Трећег света, тврдећи да ниједна од њих није изградила довољно јаку капиталистичку базу развоја да би била означена као било каква врста социјализма. Према историчару Арчију Брауну, ови совјетски идеолози су били у праву, и као резултат тога ниједна права социјалистичка држава никада није успостављена у Африци, иако је Мозамбик свакако био близу.
Када је Баас партија национализовала Iraq Petroleum Company, ирачка влада је послала Садама Хусеина, потпредседника Ирака, да преговара о трговинском споразуму са Совјетским Савезом како би ублажио очекивани губитак прихода. Када је Хусеин посетио Совјетски Савез, успео је да добије трговински споразум и уговор о пријатељству. Када је Косигин посетио Ирак 1972. године, он и Ахмед Хасан ал-Бакр, председник Ирака, потписали су и ратификовали ирачко-совјетски споразум о пријатељству и сарадњи. Алијанса је такође приморала ирачку баасистичку владу да привремено обустави кривично гоњење Ирачке комунистичке партије (ИЦП). ИЦП је чак добила два министарства након успостављања савеза између Совјетског Савеза и Ирака. Следеће, 1973. године, ал-Бакр је отишао у државну посету Совјетском Савезу и лично се састао са Брежњевом. Односи између две земље погоршали су се тек 1976. године када је ирачки Баасистички режим започео масовну кампању против ИЦП и других комуниста. Упркос молбама Брежњева за помиловање, неколико ирачких комуниста је јавно погубљено.
После Анголског рата за независност 1975. године, улога Совјетског Савеза у политици Трећег света драматично је порасла. Неки региони су били важни за националну безбедност, док су други региони били важни за ширење совјетског социјализма на друге земље. Према једном анонимном совјетском писцу, национално-ослободилачка борба била је камен темељац совјетске идеологије, и стога је постала камен темељац совјетске дипломатске активности у Трећем свету.
Совјетски утицај у Латинској Америци се повећао након што је Куба постала комунистичка држава 1961. године. Москва је поздравила кубанску револуцију јер су једном могли да укажу на комунистичку владу коју су успоставиле аутохтоне снаге уместо Црвене армије. Куба је такође постала први човек Совјетског Савеза за промовисање социјализма у Трећем свету пошто је режим у Хавану виђен као тржишнији и харизматичнији. До касних 1970-их, совјетски утицај у Латинској Америци достигао је размере кризе према неколико САД конгресмена. Дипломатске и економске везе успостављене су са неколико земаља током 1970-их, а једна од њих, Перу, је куповао спољну робу од Совјетског Савеза. Мексико и неколико земаља на Карибима успоставиле су све јаче везе са Саветом за узајамну економску помоћ, трговинском организацијом источног блока основаном 1949. Совјетски Савез је такође ојачао своје везе са комунистичким партијама Латинске Америке. Совјетски идеолози су све веће совјетско присуство видели као део „растуће антиимперијалистичке борбе за демократију и социјалну правду”.
Совјетски Савез је такође играо кључну улогу у сецесионистичкој борби против Португалске империје и борби за власт црне већине у јужној Африци. Контрола Сомалије је била од великог интереса и за Совјетски Савез и за Сједињене Државе, због стратешког положаја земље на ушћу у Црвено море. Након што су Совјети прекинули спољне односе са режимом Сиада Бареа у Сомалији, Совјети су се обратили влади Дерга у Етиопији и подржали их у рату против Сомалије. Пошто су Совјети подржали другу страну, Бар је протерао све совјетске саветнике, прекинуо уговор о пријатељству са Совјетским Савезом и политички се преоријентисао на Запад. САД су заузеле политичко место Совјетског Савеза 1980-их, након пораза Сомалије у Огаденском рату.
У југоисточној Азији, Никита Хрушчов је у почетку подржавао Северни Вијетнам из „братске солидарности”, али како је рат ескалирао, позвао је руководство Северног Вијетнама да одустане од потраге за ослобађањем Јужног Вијетнама. Он је наставио да одбија понуде да помогне влади Северног Вијетнама, и уместо тога им је рекао да уђу у преговоре у Савету безбедности Уједињених нација. Брежњев је, након што је преузео власт, поново почео да помаже комунистички отпор у Вијетнаму. У фебруару 1965. Косигин је отпутовао у Ханој са десетинама совјетских генерала ваздухопловства и економских стручњака. Током совјетске посете, председник Линдон Б. Џонсон је дозволио америчко бомбардовање на тлу Северног Вијетнама у знак одмазде за недавни напад Вијетконга на ваздушну базу Плеику. У послератном Вијетнаму, совјетска помоћ је постала камен темељац друштвено-економске активности земље. На пример, почетком 1980-их, 20–30% пиринча који су конзумирали становници Вијетнама стизао је од Совјетског Савеза. Пошто Вијетнам никада није развио индустрију производње оружја током Хладног рата, Совјетски Савез им је помагао оружјем и сировинама током кинеско-вијетнамског рата.
Совјетски Савез је подржао Вијетнамце у њиховој инвазији на Камбоџу 1978. године, инвазији коју је Први свет, пре свега Сједињене Државе и Народна Република Кина, сматрао под директном командом Совјетског Савеза. СССР је такође постао највећи носилац нове марионетске државе у Камбоџи, Народне Републике Кампучије (ПРК). На самиту 1979. Џими Картер се пожалио Брежњеву на присуство вијетнамских трупа у Камбоџи, на шта је Брежњев одговорио да су грађани ПРК одушевљени свргавањем владе коју предводе Црвени Кмери; у томе је, како примећује историчар Арчи Браун, био у праву.

### Авганистан
Иако је влада Демократске Републике Авганистан, формирана након Саур револуције 1978, примењивала политику социјализма у више варијетета, Совјетски Савез „никада није сматрао земљу социјалистичком”, наводи историчар Арчи Браун. Заиста, пошто је СССР подржао претходни режим под Мохамедом Дауд Каном, револуција, која је изненадила совјетско руководство, створила је многе потешкоће за Совјетски Савез. Народна демократска партија Авганистана, Авганистанска комунистичка партија, састојала се од две супротстављене фракције, кхалка и парчама; совјетско руководство је подржало другу фракцију, која се такође придружила Москви у подршци претходном Даудовом режиму. Међутим, након пуча, фракција Калк је преузела власт. Нур Мухамед Тараки је постао и председник и премијер Авганистана, док је Хафизулах Амин постао заменик премијера Авганистана, а од маја 1979. и премијер. Нова влада Калка наредила је погубљење неколико високих и нижих чланова фракције Парцхам. Да ствар буде још гора, Таракијев и Хафизуллахов однос се убрзо погоршао како се опозиција против њихове владе повећала. Дана 20. марта 1979. Тараки је отпутовао у Совјетски Савез и састао се са премијером Косигином, Дмитријем Устиновим (министром одбране), Андрејем Громиком (министром иностраних послова) и Борисом Пономарјовом (шефом Међународног одељења Централног комитета), како би разговарали о могућности совјетске интервенције у Авганистану. Косигин се противио тој идеји, верујући да авганистанско руководство мора да докаже да има подршку народа тако што ће се самостално борити против опозиције, иако је пристао да повећа материјалну помоћ Авганистану. Када је Тараки питао Косигина о могућностима војне интервенције коју је предводио Источни блок, Косигин га је још једном укорио, поново му рекавши да авганистанско руководство мора да опстане самостално. Међутим, на затвореном састанку без Косигина, Политбиро је једногласно подржао совјетску интервенцију.
Крајем 1979. Тараки није успео да убије Амина, који је, у нападу из освете, успешно организовао Таракијево убиство 9. октобра. Касније, у децембру, Совјетски Савез је извршио инвазију на Авганистан по Хановом налогу. 27. децембра јединица КГБ-а је убила Амина. Бабрака Кармала, вођу фракције Пархам, совјетско руководство је изабрало за Аминовог наследника након совјетске интервенције. На несрећу совјетског руководства, Кармал се није показао као лидер каквог су очекивали, и он је, баш као што су његови претходници ухапсио и убио неколико чланова Пархама те ухапсио и убио неколико високих и нижих чланова Кхалка једноставно јер су подржавали погрешну фракцију. Међутим, пошто су совјетске трупе још увек биле у земљи, био је приморан да попусти пред совјетским притиском и пустио је све заробљенике Халка. Да ствар буде још гора по Кармала, неколико раније ухапшених чланова Кхалк-а било је принуђено да се придружи новој влади. У време Брежњевљеве смрти, Совјетски Савез је још увек био заглављен у Авганистану.

## Дисидентски покрет
КГБ је рутински потискивао совјетске дисиденте и групе за људска права. Све у свему, политичка репресија је пооштрена током Брежњевљеве ере и Стаљин је доживео делимичну рехабилитацију. Две водеће личности совјетског дисидентског покрета током Брежњевљеве ере биле су Александар Солжењицин и Андреј Сахаров. Упркос њиховој индивидуалној слави и широко распрострањеној симпатији на Западу, они су привукли малу подршку масе становништва. Сахаров је 1979. године био приморан да оде у унутрашње изгнанство, а Солжењицин је протеран из земље 1974.
Као резултат тога, многи дисиденти су постали чланови Комунистичке партије уместо да активно протестују против совјетског система током 1970-их и 1980-их. Арчи Браун је ове дисиденте дефинисао као „постепене” који су желели да промене начин на који систем функционише на спор начин. Међународно одељење Централног комитета и Одељење Централног комитета за социјалистичке земље – одељења за коју су медији Првог света сматрали да су попуњена конзервативним комунистима – били су у ствари одељења где је Михаил Горбачов, као совјетски лидер, највише привлачио његових „нових мислилаца” из. Ови званичници су својим путовањима и читањем били под утицајем западне културе и идеала. Реформатори су такође били у много већем броју у истраживачким институтима у земљи.
Совјетски режим из Брежњевљеве ере постао је озлоглашен по томе што је користио психијатрију као средство за ућуткивање неслагања. Многи интелектуалци, религиозне личности, а понекад и обични људи који протестују због свог ниског животног стандарда проглашени су клинички луди и затварани су у менталне установе.
Успех дисидената у СССР је варирао. Јевреји који су желели да емигрирају из Совјетског Савеза 1970-их основали су најуспешнији и најорганизованији дисидентски покрет. Њихов успех се може приписати подршци покрета у иностранству, пре свега од стране јеврејске заједнице у Сједињеним Државама. Осим тога, као група они нису заговарали трансформацију совјетског друштва; јеврејски дисидентски покрет је једноставно био заинтересован да оде из Совјетског Савеза у Израел. Совјетска влада је касније настојала да побољша дипломатске односе са првим светом дозвољавајући Јеврејима да емигрирају. Ток емиграције је драматично смањен како се совјетско-америчка тензија повећала у каснијој половини 1970-их, иако је донекле оживела 1979. године, достигавши врхунац од 50.000. Међутим, почетком 1980-их, совјетско руководство је одлучило да потпуно блокира емиграцију. Упркос званичним тврдњама да је антисемитизам буржоаска идеологија некомпатибилна са социјализмом, истина је била да су Јевреји који су отворено практиковали своју религију или су се идентификовали као Јевреји са културног становишта били суочени са широко распрострањеном дискриминацијом од стране совјетског система.

Године 1978. појавио се дисидентски покрет другачије врсте када је група незапослених рудара на челу са Владимиром Клебановим покушала да формира раднички синдикат и захтева колективно преговарање. Главне групе совјетских дисидената, које су се састојале углавном од интелектуалаца, остале су по страни, а Клебанов је убрзо затворен у менталну установу. Још један покушај месец дана касније да се оформи синдикат професионалаца белих оковратника такође је брзо прекинут од стране власти, а његов оснивач Владимир Свирски је ухапшен.
| „                                   | "Сваки пут када говоримо о Солжењицину као непријатељу Совјетског Савеза, то баш коинцидира са неким важним интернационалним догађајима и ми одлажемо одлуку." | ” |
| —Андреј Кириленко, члан Политибироа | |   |

Генерално, дисидентски покрет је имао успон активности, укључујући активности и током инвазије Варшавског пакта на Чехословачку, када је неколико људи демонстрирало на Црвеном тргу у Москви . Са сигурношћу у брокеу, дисиденти који су били заинтересовани за демократске реформе могли су да се покажу, иако су демонстрације и краткотрајна организована дисидентска група на крају потиснуте од стране совјетске владе. Покрет је затим поново обновљен совјетским потписивањем Хелсиншког споразум. Неколико Helsinki Watch група је основано широм земље, од којих су све биле рутински потискиване, а многе су затворене. Услед чврсте позиције совјетске владе, многи дисиденти су имали проблема да дођу до „шире публике”, а до раних 1980-их, совјетски дисидентски покрет је био у расулу: најистакнутији дисиденти у земљи били су прогнани, било интерно или екстерно, послат у затвор или депортован у гулаг.
Антирелигијски дискурс који је водио Хрушчов ублажило је руководство Брежњева/Косигина, при чему је већина православних цркава имала послушно свештенство често повезано са КГБ-ом. Државна пропаганда се више фокусирала на промовисање „научног атеизма” него на активни прогон верника. Без обзира на то, власти су и даље немилосрдно узнемиравале припаднике мањинских вера а посебно их је забрињавала континуирана отпорност ислама у централноазијским републикама. Ово је погоршано њиховом географском близином Ирану, који је 1979. пао под контролу фанатичне исламске владе која је исповедала непријатељство и према Сједињеним Државама и према Совјетском Савезу. Док званичне бројке наводе да број верника износи 9–10% становништва, власти су ипак биле збуњене сталним распрострањеним присуством верских уверења у друштву, посебно зато што је до почетка 1980-их огромна већина живих совјетских грађана није имала сећање на царска времена.

## Совјетско друштво

### Идеологија и уверења
Едвин Бејкон и Марк Сендл у својој књизи „ Брежњев Рецонсидеред ” из 2002. напоменули су да се „социјална револуција” догодила у Совјетском Савезу током његовог 18-годишњег успона. Све модернизованије совјетско друштво постајало је урбаније, а људи су постајали боље образовани и професионализованији. За разлику од претходних периода у којима су доминирали „терори, катаклизме и сукоби”, Брежњевљева ера је представљала период непрекидног развоја без прекида. У периоду између 1950-их и 1980-их дошло је до четвороструког раста високог образовања; званични дискурс је овај развој назвао „научно-технолошком револуцијом”. Поред тога, жене су чиниле половину образованих стручњака у земљи.
Након Хрушчовљеве контроверзне тврдње из 1961. да се (чист) комунизам може постићи „у року од 20 година”, ново совјетско руководство је одговорило неговањем концепта „развијеног социјализма”. Брежњев је прогласио почетак ере развијеног социјализма 1971. на 24. конгресу Комунистичке партије Совјетског Савеза. Развијени социјализам је описан као социјализам који је „стизао развијене услове”, резултат „усавршавања” социјалистичког друштва које су створили бољшевици. Укратко, развијени социјализам би био само још једна етапа у развоју комунизма. Развијени социјализам је еволуирао у идеолошки камен темељац режима Брежњева – концепт је помогао режиму да објасни ситуацију у Совјетском Савезу. Међутим, теорија развијеног социјализма је такође сматрала да је Совјетски Савез достигао стање у развоју у којем је био без криза, и то се показало нетачним. Као резултат тога, Јуриј Андропов, Брежњевљев наследник, покренуо је дебрежњевизацију Совјетског Савеза током свог кратког времена на власти (1982–1984) и увео реалистичније идеолошке тезе. Међутим, задржао је „развијени социјализам” као део државне идеологије.

### Култура
Током Брежњевљеве ере, притисак одоздо приморао је совјетско руководство да промени неке културне политике, иако су основне карактеристике комунистичког система остале. Рок музика и фармерке, које су раније критиковане као обележја западне културе, постале су толерисане. Совјетски Савез је чак почео да производи своје фармерке 1970-их. Међутим, како је време одмицало, совјетска омладина је постајала све жељнија да купује западне производе. Совјетско црно тржиште је цветало током Брежњевљеве ере, а „лажне западњачке фармерке” постале су веома популарне, каже Арчи Браун.  Западне рок групе као што су Битлси остале су веома популарне широм Совјетског Савеза и Источног блока, чак и ако је совјетска званична политика остала опрезна према њима.  Совјетска рок музика је еволуирала и постала облик дисидентства против совјетског система. Владимир Висоцки, Александар Галич и Булат Окуџава постали су најпознатији рок музичари, а њихови текстови, и музика уопште, били су критични према стаљинистичкој прошлости земље, као и према њеном недемократском систему. У уводнику из 1981. објављеном у Правди, Виктор Чебриков, тада заменик шефа КГБ-а, коментарисао је апатију совјетске омладине према систему и оптужио Запад да користи концепте као што су конзумеризам, религија и национализам да подстакне „песимизам, нихилизам и свеприсутно гледиште да се на Западу боље живи”.

### Животни стандард
Од 1964. до 1973. совјетски БДП по глави становника (изражен у америчким доларима ) је порастао. Током осамнаест година Брежњева владао Совјетским Савезом, просечан приход по глави становника порастао је за половину у еквиваленту америчких долара.  У првој половини Брежњевљевог периода, приход по глави становника порастао је за 3,5 одсто годишње, иако је то представљало нешто мањи раст него у последњим годинама власти Хрушчова. Ово  може се објаснити заменом већине аспеката Хрушчовљеве политике када је Брежњев дошао на власт. Временом, међутим, грађани су се нашли у бољем положају него под Хрушчовом. Потрошња по глави становника порасла је за око 70% за време Брежњева, иако се три четвртине овог раста догодило пре 1973, а само једна четвртина у другој половини његовог времена на функцији. Већина повећања потрошачке производње у раној Брежњевљевој ери може се приписати реформи Косигина из 1965. године, према анализи учинка реформе коју је спровео Московски државни универзитет.
Када је економски раст СССР-а стао 1970-их, фокус владе се померио на побољшање животног стандарда и квалитета становања. Животни стандард у Русији је заостао за оним у Грузији и Естонији под Брежњевом; ово је навело многе Русе да виде политику совјетске владе као штетну по руско становништво. Да би повратио подршку, уместо да посвети више пажње стагнирајућој економији, совјетско руководство под Брежњевом је продужило  социјалне бенефиције за повећање животног стандарда. Ово је заиста довело до повећања, иако незнатног, јавне подршке режиму.
У погледу напредне технологије, Совјетски Савез је далеко заостајао за САД, Западном Европом и Јапаном. У необично искреном интервјуу са америчким новинаром 1982. године, генерал Николај Огарков је признао да се „у Америци чак и мала деца играју компјутерима. Немамо их чак ни у свим канцеларијама Министарства одбране. И из разлога које добро знате, не можемо учинити рачунаре широко доступним у нашем друштву." Совјетска производња није била само примитивна по западним стандардима, већ и изузетно неефикасна, често је захтевала 2 до 3 пута више радне снаге од млина или фабрике у САД.
У ери владавине Брежњева дошло је до материјалних побољшања за совјетске грађане, али Политбиро није добио никакву заслугу за то; просечан совјетски грађанин узимао је здраво за готово материјална побољшања 1970-их, односно јефтину набавку робе широке потрошње, хране, склоништа, одеће, санитарије, здравствене заштите и транспорта . Обичан грађанин је Брежњевљеву владавину повезивао више са њеним ограничењима него са њеним стварним напретком: као резултат тога, Брежњев није заслужио ни наклоност ни поштовање. Већина совјетских грађана није имала моћ да промени постојећи систем, па је већина њих покушала да извуче најбоље из лоше ситуације. Стопе алкохолизма, менталних болести, развода и самоубистава су неумитно расле током периода власти Брежњева. Међу етничким Русима, стопа развода до касних 1970-их била је алармантно висока, а 1 од 4 одрасле особе живела је сама. Жене су имале посебне потешкоће, јер су обављале већину куповине, што је могло укључивати и мукотрпно чекање у реду сатима. Стопа наталитета до 1982. је скоро пала, са изузетком Муслимана у централноазијским републикама.
Експанзија производње повећала је животни стандард совјетских грађана. Фрижидери, које је почетком 1970-их поседовало само 32 одсто становништва, до касних 1980-их достигли су 86 одсто домаћинстава, а власништво над телевизорима у боји порасло је са 51 одсто раних седамдесетих на 74 одсто у осамдесетим. С друге стране, иако су се неке области побољшале током Брежњевљеве ере, већина цивилних служби се погоршала, а физичко окружење за обичног совјетског грађанина се брзо распадало. Болест је порасла због пропадајућег здравственог система, а животни простор је остао прилично мали спрам стандарда Првог света. Просечан Совјет је живео у простору од 13.4 квадратна метра. У исто време хиљаде становника Москве су били бескућници, већина њих живела је у колибама, на вратима и паркираним трамвајима. Власти су често вршиле прегледе биоскопа, ресторана и сауна како би лоцирали људе који се опуштају са посла, посебно током великих догађаја као што су Летње олимпијске игре 1980. које су привукле велики број страних посетилаца. Исхрана је престала да се побољшава касних 1970-их, са рационисањем основних прехрамбених производа који се вратио у места као што је Свердловск. Штета и загађење животне средине постали су све већи проблем због политике развоја совјетске владе по сваку цену, а неки делови земље, као што је Казахстанска ССР, посебно су страдали због њихове употребе као полигона за тестирање нуклеарног оружја. Док су совјетски грађани 1962. године имали дужи просечан очекивани животни век од људи у САД, до 1982. просек је пао за скоро пет година.
Међутим, ови ефекти се нису осећали уједначено. На пример, до краја Брежњевљеве ере, плави овратници су имали веће плате од професионалних радника у Совјетском Савезу – плата наставника у средњој школи у Совјетском Савезу била је само 150 рубаља, док је возач аутобуса зарађивао 230. У целини, реалне зараде су порасле са 96,5 рубаља месечно 1965. на 190,1 рубаља месечно 1985. Мала мањина је имала још значајнија раст. Држава је вредним грађанима обезбедила дневну рекреацију и годишње одморе.Совјетски синдикати наградили су вредне чланове и њихове породице одмором на плажи на Криму и у Грузији . Радници који су испунили месечну производну квоту коју је поставила совјетска влада одликовани су стављањем својих имена у фабричку листу части. Држава је додељивала значке за све врсте јавних служби, а ратним ветеранима је било дозвољено да иду у редове у продавницама. Сви чланови Академије наука СССР добили су специјалну значку и сопствени аутомобил којим је управљао шофер. Ове награде, погодности и привилегије су олакшале некима да пронађу пристојан посао, иако нису спречиле дегенерацију совјетског друштва. Урбанизација је довела до незапослености у совјетском пољопривредном сектору, при чему је већина способне радне снаге напуштала села и селила се у локалне градове.
Међутим, ови ефекти се нису осећали уједначено. На пример, до краја Брежњевљеве ере, плави овратници су имали веће плате од професионалних радника у Совјетском Савезу – плата наставника у средњој школи у Совјетском Савезу била је само 150 рубаља, док је возач аутобуса зарађивао 230. У целини, реалне зараде су порасле са 96,5 рубаља месечно 1965. на 190,1 рубаља месечно 1985. Мала мањина је имала још значајнија раст. Држава је вредним грађанима обезбедила дневну рекреацију и годишње одморе.Совјетски синдикати наградили су вредне чланове и њихове породице одмором на плажи на Криму и у Грузији . Радници који су испунили месечну производну квоту коју је поставила совјетска влада одликовани су стављањем својих имена у фабричку листу части. Држава је додељивала значке за све врсте јавних служби, а ратним ветеранима је било дозвољено да иду у редове у продавницама. Сви чланови Академије наука СССР добили су специјалну значку и сопствени аутомобил којим је управљао шофер. Ове награде, погодности и привилегије су олакшале некима да пронађу пристојан посао, иако нису спречиле дегенерацију совјетског друштва. Урбанизација је довела до незапослености у совјетском пољопривредном сектору, при чему је већина способне радне снаге напуштала села и селила се у локалне градове.
Све у свему, могло би се рећи да су жене направиле значајан друштвени напредак од бољшевичке револуције 1917. године; до Брежњевљеве ере чинили су знатан број јединих хранитеља у СССР-у. Неке професије (као што су оне у области медицине) имале су значајну женску радну снагу, иако је већина најбољих послова (укључујући академске раднике, државну бирократију и војску) остала готово искључиво у домену мушкараца.
Пољопривредни сектор је и даље имао лоше резултате. До последње године Брежњевљеве владавине, несташице хране су достизале забрињавајуће нивое учесталости. Режим је посебно срамотила чињеница да је чак и хлеб постао доступан у строго одређеним количинама. Раније су Совјети поносили тиме што им је хлеб увек био доступан. Један од разлога за то је била прекомерна потражња потрошача јер су цене хране остале вештачки ниске, док су се приходи утростручили у последњих 20 година. Упркос мизерном неуспеху колективне пољопривреде, совјетска влада је остала посвећена смањењу увоза намирница са Запада, иако су коштале мање од домаће производње – не само из разлога националног поноса, већ и из страха да ће постати зависна од капиталистичких земаља због основне потрепштине.
Социјална „ригидификација” постала је уобичајена карактеристика у совјетском друштву. Током Стаљинове ере 1930-их и 1940-их, обични радници су могли очекивати унапређење на посао средње класе ако су слушали совјетске власти. У Брежњевљевом Совјетском Савезу то није био случај. Носиоци важних функција настојали су да остану на функцију што је дуже могуће; пука неспособност се није видела као добар разлог да се било ко отпусти. На овај начин, совјетско друштво које је Брежњев оставио својим наследницима постало је „статично”.

## Оцена
Упркос Брежњевљевим неуспесима у домаћим реформама, његова спољна политика и одбрамбена политика претворили су Совјетски Савез у суперсилу. Његова популарност међу грађанима је опала током последњих година владавине, а подршка идеалима комунизма и марксизма-лењинизма је такође опала, чак и ако је већина совјетских грађана остала сумњичава према либералној демократији и вишепартијским системима уопште.
Политичка корупција која је знатно порасла током Брежњевљевог мандата постала је велики проблем за економски развој Совјетског Савеза до 1980-их. Као одговор на то стање, Андропов је покренуо националну антикорупцијску кампању. Андропов је веровао да би се стање совјетске економије могло опоравити ако би влада била у стању да повећа социјалну дисциплину међу радницима. Брежњев је сматран веома сујетним и опседнутим собом али је хваљен јер је довео Совјетски Савез у доба стабилности и домаћег мира без преседана.
Након Андроповљеве смрти, политичке препирке довеле су до оштрих критика Брежњева и његове породице. Михаил Горбачов, последњи совјетски лидер, привукао је подршку тврдокорних комуниста и совјетског становништва критикујући Брежњевљеву владавину и назвао његову владавину „Ером стагнације”. Упркос овим нападима, у анкети спроведеној 2006. године, 61 одсто људи је одговорило да сматра да је Брежњевљево доба било добро за Русију.